# Busto de Antonio Barberini
O Busto de Antonio Barberini é um retrato escultural produzido pelo artista italiano Gian Lorenzo Bernini em algum momento da década de 1620. A obra retrata o cardeal Antonio Barberini, irmão mais novo do Papa Urbano VIII. A escultura encontra-se na Galeria Nacional de Arte Antiga, em Roma.